# 태천군
태천군(泰川郡)은 평안북도 남서쪽 내륙 지역에 있는 군이다.

## 위치와 지형
북쪽은 대관군과 동창군, 동쪽은 운산군과 녕변군, 남쪽은 박천군과 운전군, 서쪽은 구성시에 둘러싸여 있다. 구성시와 구장군을 잇는 청년팔원선이 지난다.
높은 산이 군 내에 흩어져 있으며 백운덕산(868미터)과 삼각산(936m)이 있다. 대령강과 그 지류, 천방천, 창성강이 흐른다.

## 기후와 산업
연평균 기온은 8.5°C이고 1월 평균은 -10°C, 8월 평균은 23.8°C이다. 연평균 강수량은 1,388mm이다. 안개가 끼는 날은 1년 중 40일이다. 태천군 전체 면적의 64% 가량이 숲으로 이루어져 있다.
옥수수와 벼, 담배 및 기타 채소가 주로 경작된다. 농업 외에 양잠업과 축산업도 활발하다. 토끼와 소, 돼지를 키우고 있다.
향적산에는 신라 시대에 지은 것으로 전해지는 사찰인 양화사가 있다.

## 역사
조선시대에는 평안도에 속했고, 1413년에 태천군이 놓여졌지만, 후에 현으로 격하되었다. 1895년에 태천군이 되었고, 1896년 이후 평안북도에 속했다.
해방될 무렵에 태천군은 태천면·서성면·서면·남면·원면·장림면·동면·강동면·강서면의 9면으로 구성되어 있었다. 1952년의 북한의 지방 행정 구역 개편에 의해 원면의 일부가 구성군에 속하게 되었고 녕변군으로부터 봉산면의 일부 등을 편입해 1읍 25리로 이루어진 태천군이 재편되었다. 현재는 1읍 1로동자구 1리로 이루어져 있다.

## 행정 구역
현재 태천군에는 다음의 행정구역이 있다.
1읍, 1구, 21리:
- 태천읍 (泰川邑)
- 발전로동자구 (發電勞動者區)
- 덕화리 (德化里)
- 덕흥리 (德興里)
- 래하리 (來賀里)
- 룡상리 (龍祥里)
- 룡흥리 (龍興里)
- 림천리 (林泉里)
- 마현리 (馬峴里)
- 상단리 (上丹里)
- 송원리 (松院里)
- 송태리 (松泰里)
- 신광리 (新光里)
- 신봉리 (新峯里)
- 안흥리 (安興里)
- 운룡리 (雲龍里)
- 은흥리 (銀興里)
- 진남리 (鎭南里)
- 천계리 (天溪里)
- 취흥리 (醉興里)
- 학당리 (鶴塘里)
- 학봉리 (鶴峯里)
- 환현리 (還峴里)

## 같이 보기
- 조선민주주의인민공화국의 지리
- 조선민주주의인민공화국의 행정 구역